# Richard Crandall
Pour les articles homonymes, voir Crandall.
Richard Eugene Crandall, ne le 29 décembre 1947 à Ann Arbor et mort le 20 décembre 2012 à Portland (Oregon), est un  physicien et informaticien américain, connu pour ses contributions en théorie algorithmique des nombres.

## Biographie
Richard E. Crandall nait le 29 décembre 1947 à Ann Arbor (Michigan). Il étudie d'abord au California Institute of Technology  (où il a rencontré Richard Feynman), puis au Reed College en Oregon. Il passe ensuite au MIT, où il étudie la physique mathématique de diffusion des particules à haute énergie (théorie de Regge) ; il obtient son Ph. D. en 1973 sous la direction de Victor Weisskopf. En même temps, il devient électronicien, entrepreneur, travaille notamment sur les systèmes de sécurité, et invente (et brevète) un nouvel amplificateur et système d'alarme. Après son doctorat, ces activités le mènent à New York, où il conçoit un système informatisé de sécurité incendie et de contrôle de l'énergie utilisé dans les gratte-ciel.
Il continue ses recherches en physique quantique et théorie des nombres, retourne dans l'Oregon pour y travailler dans une société d'électronique, et est nommé en 1978 Vollum Adjunct Professor of Science et directeur du Center for Advanced Computation au Reed College, postes qu'il occupe jusqu'à sa mort.
En 1987, Crandall est Chief Scientist dans l'entreprise NeXT, puis Chief Cryptographer chez  Apple. Crandall était aussi  Apple Distinguished Scientist (en) et dirigeait le Advanced Computation Group chez Apple. Il a entretenu des rapports étroits avec Stephen Wolfram et Mathematica, dont il était à la fois un des premiers utilisateurs et un contributeur.
Crandall meurt le 20 décembre 2012 à Portland (Oregon) de leucémie.

## Travaux
Les recherches de Crandall portaient à la fois sur la théorie et ses aspects pratiques : il travaillait sur les nombres premiers, la cryptographie, la compression des données, le traitement du signal, les fractales, l'épidémiologie et les mathématiques expérimentales.
Crandall s'est surtout distingué par le développement d'une variante de la transformée de Fourier rapide utilisant une base irrationnelle, appelée la Irrational base discrete weighted transform (en), une méthode utilisée pour trouver de grands nombres premiers. Elle est utilisée dans le projet Great Internet Mersenne Prime Search pour effectuer la multiplication par transformée de Fourier, ainsi que dans d'autres programmes mettant en œuvre le test de primalité de Lucas-Lehmer pour les nombres de Mersenne, tels que CUDALucas et Glucas.
Ses algorithmes de théorie des nombres ont de nombreuses applications en Mathematica et jusque dans les produits d'Apple. Crandall, cité par Stephen Wolfram, clamait fièrement d'avoir inventé « au moins cinq algorithmes utilisés dans le iPhone ».

## Autres activités
Au début des années 1980, Crandall a dirigé un groupe de musiciens appelé les Chameleons.
Crandall détenait divers brevets dans le domaine de la cryptographie. Crandall était aussi propriétaire et dirigeait la compagnie PSI Press, d'édition en ligne.

## Publications
Articles
Une liste d'articles, souvent librement accessibles, se trouve sur le site « Professor Richard E. Crandall » du Reed College ; d'autres sont mentionnés par Bailey et Borwein dans leur article.
Livres
- [1983] Pascal Applications for the Sciences, New York, John Wiley & Sons, 1983.
- [1986] avec  M. M. Colgrove, Scientific Programming with Macintosh Pascal, New York, John Wiley & Sons, 1986.
- [1991] Mathematica for the Sciences, New York, Addison-Wesley, 1991.
- [1994] Projects in Scientific Computation, Springer, 1994.
- [1996] Topics in Advanced Scientific Computation, Springer, 1996.
- [1997] avec M. Levich, A Network Orange, Springer, 1997.
- [2001] avec C. Pomerance, Prime numbers : A Computational Perspective, Springer, 2001.